# 馬場用水
馬場用水（ばんばようすい）は、埼玉県久喜市（久喜区域・久喜地区）を灌漑していた農業用水路である。

## 概要
旧久喜町のうち大字久喜本・大字久喜新（両大字は現在の久喜本・久喜新の他、おおよそ上町（一部）・本町・久喜中央・久喜北2丁目（一部）・南・久喜東（一部）など）には北西より東南にかけて台地が存在していた。この台地の上に久喜の町場が築かれ、久喜本字本町・久喜本字仲町・久喜新字仲町・久喜新字新町など（いずれも現在の本町・久喜中央など）の町として発展してきた。この久喜本・久喜新のうち、北側に所在している低地の水田などを灌漑していたのがこの馬場用水である。
武藏國郡村誌（第十二巻　127頁）にも記述の見られる馬場用水はかつて久喜町の主要灌漑用水路であったが、現在では流域周辺の市街化・宅地化などによって農業用水の需要が次第に薄れていき、今日では部分的に流路が現存している。この現存流路は開渠区間も存在するが暗渠化されたり、または埋め立てられた区間も多い。埋め立てられた区間に関して、久喜中央4丁目・1丁目付近ではほぼ流路跡が市道となっているため、痕跡をたどることはある程度可能である。このような現状から今日の残存流路はもっぱら用水路としてではなく都市排水路として用いられている。なお、流路の詳細に関しては下記の流路節を参照されたい。

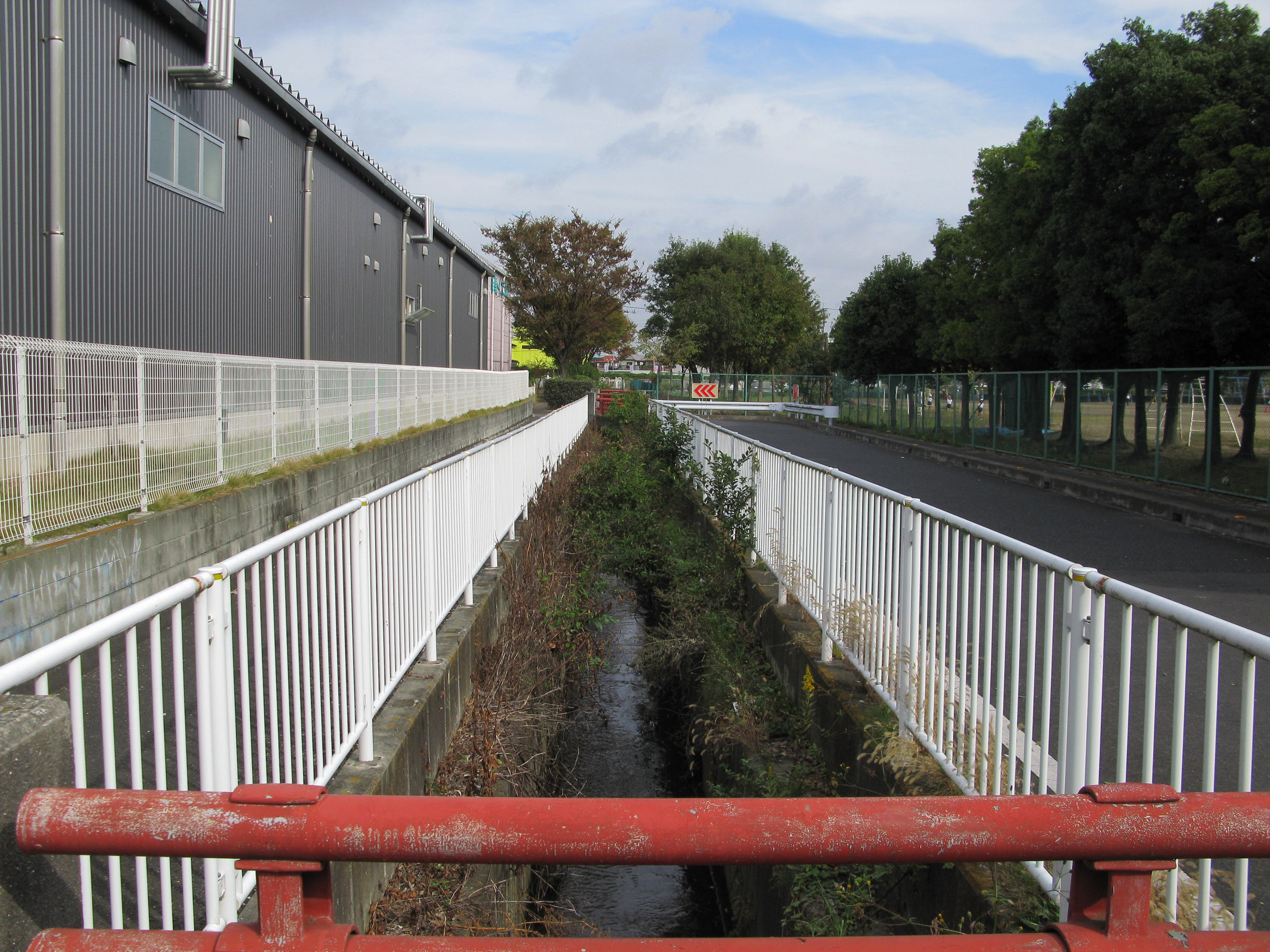
中落堀川へ至る分水路

このうち起点付近よりたどることのできる現存流路は、本町7丁目地内にて本町小学校を建設した際、元の流路が現在の学校敷地の中央部を西から東へと流下していたので学校敷地の南側を流下するように流路を付け変えられた。また起点付近より流下してくる水流のほとんどは農業用水の需要が希薄となったこともあり、今日では本町小学校の建設の際に学校敷地の北側に整備された排水路へと馬場中橋にて分水し、導水されている。この分水路は中落堀川へと至っている。
もう一つの残存流路は現在ではかつての馬場用水の上流域と離されたこともあり、都市排水路として機能している。この水路の現存流路は本町8丁目のトイザらス駐車場建設の際に幾分か再整備されている。この駐車場より下流の開渠区間はほぼ元の流路の残存部分である。

## 流路
現存流路1
- 水源：本一用水
- 久喜本字新堀（西側）と久喜本字大浦（北東側）および久喜本字道合（南東側）の境界付近（今日のコーポランド団地の西方）にて本一用水より分水し、東へ向かい流下する。この区間では開渠として流下する[6]。
- 市道久喜30号線を暗渠にて東へと横断し、その後住宅団地内の市道の南側沿いに暗渠として東へ向かい流下する。
- さいたま栗橋線を東側へと横断し、開渠となり本町7丁目を東へと流下する。
- 本町小学校の西部、「馬場中橋」にて北へと水路を分水する[7]。馬場用水は本町小学校の南側の市道沿いに南へと流下し、小学校の敷地の南端にて学校敷地沿いの市道に沿って東北東へと流下する。

現存水路2
- 甘棠院の東方にて、本町8丁目のほぼ中央部を市道沿いに北側を並行し南東に向かい流下する[8]。この区間では開渠となっている。
- 市役所通りに至る付近にて地下水渠化（土管などに）される。
- 市役所通り付近からは水路を確認することはできないが、本町8丁目地内にて流路と並行していた市道の延伸がほぼ馬場用水跡となっている。[9][10]

分水路
- 馬場中橋にて馬場用水より分水し、本町小学校西側敷地沿いに北北東へ向かい流下する。（農業用水の需要のほとんどなくなった現在では馬場用水の水流のほとんどがこの分水路へと導水される）
- 幸手新道に至った付近にて一度幸手新道沿いに約25mほど南東へ流下し、その後幸手新道を北側へと横断し、市道西側の歩道下を暗渠として北北東に流下する。
- 中落堀川橋梁「中落橋」の西側にて西より流下してくる中落堀川へと至り、終点となる。
- 終点：中落堀川

旧流路
- 水源：本一用水
- 久喜本の西部（久喜本字新堀（西側）と久喜本字大浦（北東側）および久喜本字道合（南東側）の境界付近）にて本一用水より分水し、東へ向かい流下する。
- 大宮栗橋線（現・さいたま栗橋線）を東側へと横断し、おおよそ久喜本字大浦（北側）と久喜本字馬場（南側）の境界付近を字馬場の台地と字大浦の低地との等高線に沿い、多少蛇行しながら東へと流下する。この付近では高田堀の南方を高田堀に並行しながら流下している。
- 久喜本字馬場の東方にて流路を南南東へと変え、久喜本字五領方面へ中落堀川の西方に並行し流下する。
- 鷲宮へ至る町道（現・市役所通り）を横断した付近にて南東へと流路を変え、久喜本字五領・字荒鎌などを流下する。
- 久喜新字下谷へ至る。

## 橋梁
現存流路1
- （市道：久喜30号線（六万部久喜停車場線新道の延伸））
- （埼玉県道3号さいたま栗橋線）
- 馬場中橋
- 馬場上橋
- （市道橋梁）

分水路
- 馬場中橋
- 馬場下橋

過去
注：1968年（昭和43年）ごろ
- 高田堀上の掛樋
- （埼玉県道36号大宮栗橋線）
- （鷲宮へ至る町道、現・市役所通り）
- （町道）

## 流域周辺所在の施設
- 埼玉県立久喜北陽高等学校
- 久喜市立本町小学校
- 甘棠院